# 亚历山大·普里斯托尔
亚历山大·普里斯托尔（波蘭語：Aleksander Prystor，波蘭語：[alɛˈksandɛr ˈprɨstɔr]，1874年1月2日—1941年），是波兰第二共和国时期政治家、军人和共济会成员。他作为毕苏斯基的亲密助手曾于1931年至1933年间担任波兰第23任总理，之后于1935年至1938年被选为波兰参议院议长。
1939年苏联入侵波兰后，普里斯托尔流亡到立陶宛。次年，立陶宛被苏联吞并，他旋即被内务人民委员部逮捕。1941年，他在莫斯科的布提尔卡监狱去世。